# IES Avempace
El IES (Instituto de Educación Secundaria) Avempace es un centro educativo público situado en la ciudad de Zaragoza (Aragón, España). Atiende la demanda educativa de los barrios de Zalfonada y El Picarral, aunque originalmente atendía toda la margen izquierda del río Ebro. El centro docente cuenta con una plantilla de unos 80 profesores y más de 1000 alumnos matriculados, incluyendo alumnos a distancia.

## Historia
El instituto se fundó en año 1980 dando a empezar el curso 1980-81 con el nombre de Instituto de Bachillerato Mixto 10, siendo entonces el único existente en la ciudad en la margen izquierda del río Ebro, que atendería a todo ese margen. Su creación es resultado de los llamados Pactos de la Moncloa de 1979. Por eso su arquitectura, tan simple, de bloques de hormigón es muy similar a la de otros centros construidos en las mismas fechas en Zaragoza y otras ciudades españolas. Años después, se hicieron ampliaciones debido a las necesidades del centro.
Avempace:
En el curso 1988, se decidió que el IES Mixto 10, que aún por su número perfecto pero poco provocador pasaría a llamarse IES Avempace, debido al Filósofo de la ciudad que tuvo una finca de recreo en la zona en la que está enclavado este instituto. 

## Enseñanzas
En el centro educativo se ofrecen las siguientes enseñanzas:
- Educación Secundaria Obligatoria (ESO)
- Bachillerato
- Formación profesional: Ciclos Formativos de Grado Superior de la Familia Profesional de Servicios Socioculturales y a la comunidad: Animación Sociocultural y Turística (ASCT), Educación Infantil (EI), presencial y a distancia, y Promoción de la Igualdad de Género (PIG), en horario de tarde.

Se imparten enseñanzas de ESO bilingües en inglés. Programa Erasmus: hay un programa de intercambio de alumnos y profesores de ESO, y los alumnos de FP pueden hacer la FCT (Formación en Centros de Trabajo) en el extranjero.
Es un centro de referencia TEA.